# Jan Johannes Johan van den Akker
Jan Johannes Johan van den Akker (Puiflijk, 3 december 1908 – Bondsrepubliek Duitsland, 7 mei 1967) was een Nederlands politicus.
Hij werd geboren als zoon van Gerrit van den Akker (1867-1943; landbouwer) en Anna van Oijen (1874-1943). Hij was in de jaren 30 ambtenaar bij de gemeente Veur waar hij onder andere waarnemend gemeente-ontvanger was. In 1938 ging Veur op in de gemeente Leidschendam waar hij werkzaam was tot hij rond oktober 1939 bij de gemeente Noordwijk benoemd werd tot chef van de afdeling Financiën. In augustus 1946 volgde daar promotie tot hoofdcommies-redacteur en enkele maanden later werd Van den Akker benoemd tot burgemeester van Berghem. Tijdens zijn vakantie in de omgeving van de Duitse plaats Baiersbronn overleed hij in 1967 op 58-jarige leeftijd.